# Таномура Тикудэн

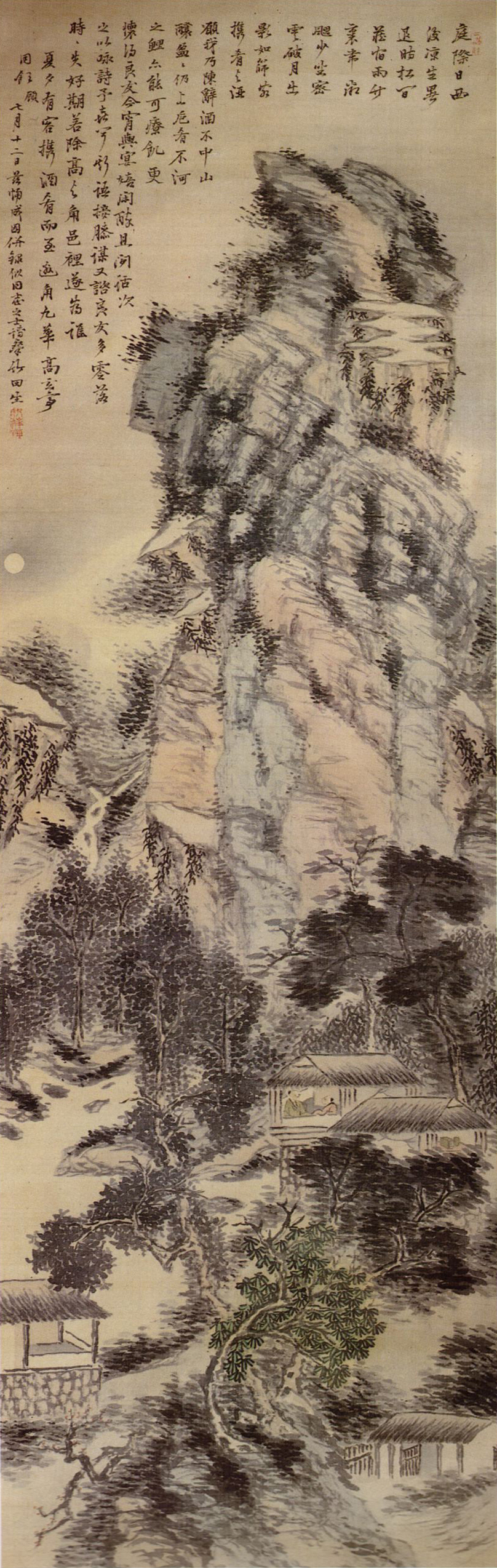
Таномура Тикудэн Пейзаж лунной ночью (1833)

Таномура Тикудэн (яп. 田能村 竹田,  14 июля 1777, провинция Бунго — 20 октября 1835, Осака) — японский художник.

## Жизнь и творчество
В юности Таномура желал стать учёным — конфуцианцем. Изучал живопись сперва под руководством провинциального художника, затем — в Эдо, у мастера школы нага Тани Бунтё. У него же Таномура познакомился со стилем бундзинга школы нанга. После того, как в его родной провинции вспыхнули крестьянские волнения, Таномура возвращается домой с целью умиротворить население. Однако все его попытки найти мирное решение конфликта разбились о нежелание местных самураев провести минимальные реформы, облегчающие тяжёлое положение земледельцев. Эта его неудача привела к тому, что художник решает полностью посвятить себя искусству.
Художественный стиль Таномуры меланхоличен, занят наблюдением за птицами и цветами; он предпочитает пейзажную живопись. Мастер является также автором книг по искусству рисования в стиле школы нанга.